# Mihai Radan
Mihai Radan (n. 26 septembrie 1938, com. Carașova, județul Caraș-Severin) este un politician român de etnie croată, reprezentant al acestei minorități în Camera Deputaților din Parlamentul României și traducător (antologia poeziei croate contemporane de rasboi U ovom strašnom času, împreună cu Petar Krstić, 1995. In aceasta clipa de oroare).
Mihai Radan a fost președinte al Uniunii Croaților din Romania.
În legislatura 2000-2004, Mihai Radan a fost membru în grupurile parlamentare de prietenie cu Republica Croația, Republica Austria și Regatul Unit al Marii Britanii și Irlandei de Nord. În legislatura 2004-2008, Mihai Radan a fost membru în grupurile parlamentare de prietenie cu Republica Croația, Islanda și Canada iar în legisltura 2008-2012 a fost  membru în grupurile parlamentare de prietenie cu Republica Croația, Republica Panama și Canada.   
În februarie 2015, un complet de cinci judecători de la Curtea supremă i-a respins lui Mihai Radan apelul și a menținut decizia instanței de fond din 25 ianuarie 2014, prin care fostul deputat a primit un an de închisoare cu suspendare. Ancheta în acest caz a fost deschisă de Parchetul General în urma unei sesizări depuse de Agenția Națională de Integritate în noiembrie 2011. Potrivit ANI, Mihai Radan a propus și avizat în calitate de deputat angajarea, în perioada 17 octombrie 2006 — 15 decembrie 2008, în cadrul biroului său parlamentar — Circumscripția electorală nr. 11 Caraș-Severin, a fiului său, Liubomir Mile Radan, în funcțiile de referent, respectiv șef cabinet, precum și a nurorii sale, Elena Radan, în funcția de consilier. Totodată, în aceeași perioadă, Mihai Radan a încheiat cu soția sa un contract civil având ca obiect prestarea de către aceasta a unor activități remunerate de Camera Deputaților. Un complet de cinci judecători de la Curtea supremă i-a respins lui Mihai Radan apelul și a menținut decizia instanței de fond din 25 ianuarie 2014, prin care fostul deputat a primit un an de închisoare cu suspendare.Ancheta în acest caz a fost deschisă de Parchetul General în urma unei sesizări depuse de Agenția Națională de Integritate în noiembrie 2011. Potrivit ANI, Mihai Radan a propus și avizat în calitate de deputat angajarea, în perioada 17 octombrie 2006 — 15 decembrie 2008, în cadrul biroului său parlamentar — Circumscripția electorală nr. 11 Caraș-Severin, a fiului său, Liubomir Mile Radan, în funcțiile de referent, respectiv șef cabinet, precum și a nurorii sale, Elena Radan, în funcția de consilier. Totodată, în aceeași perioadă, Mihai Radan a încheiat cu soția sa un contract civil având ca obiect prestarea de către aceasta a unor activități remunerate de Camera Deputaților.